# Ібарра (Еквадор)
Ібарра (ісп. Ibarra) — місто на півночі Еквадору, столиця провінції Імбабура. Розташоване біля підніжжя вулкану Імбабура, на висоті близько 2210 метрів у північних Андах Еквадору, на лівому березі річки Тахуандо. Знаходиться приблизно в 115 км на північний схід від столиці Еквадору Кіто. 132.977 жителів (2010).
Через вузькі вулички та архітектуру в колоніальному стилі (білі будиночки з червоними дахами) Ібарру також називають «біле місто».

## Клімат
Місто знаходиться у зоні, котра характеризується морським кліматом. Найтепліший місяць — січень із середньою температурою 15 °C (59 °F). Найхолодніший місяць — січень, із середньою температурою 15 °С (59 °F).
| Клімат Ібарри           | Клімат Ібарри | Клімат Ібарри | Клімат Ібарри | Клімат Ібарри | Клімат Ібарри | Клімат Ібарри | Клімат Ібарри | Клімат Ібарри | Клімат Ібарри | Клімат Ібарри | Клімат Ібарри | Клімат Ібарри | Клімат Ібарри |
| Показник                | Січ.          | Лют.          | Бер.          | Квіт.         | Трав.         | Черв.         | Лип.          | Серп.         | Вер.          | Жовт.         | Лист.         | Груд.         | Рік           |
| Середня температура, °C | 15            | 15            | 15            | 15            | 15            | 15            | 15            | 15            | 15            | 15            | 15            | 15            | 15            |
| Норма опадів, мм        | 40            | 52            | 67            | 101           | 73            | 39            | 10            | 14            | 29            | 73            | 77            | 49            | 625           |
| ----------------------- | ------------- | ------------- | ------------- | ------------- | ------------- | ------------- | ------------- | ------------- | ------------- | ------------- | ------------- | ------------- | ------------- |
| Джерело: Weatherbase    |               |               |               |               |               |               |               |               |               |               |               |               |               |

## Історія
Заснована 1606 за наказом президента Королівської аудиторії Кіто Мігеля де Ібарра. Місто прикметне систематичним плануванням громадських будівель, включаючи численні костели. Проте землетрус 1868 знищив більшість старого міста.

## Економіка
Сьогодні Ібарра має популярність серед туристів. Тут м'який клімат, колоніальні білосніжні будинки (це дало підставу для прізвиська Біле місто), бруковані вулиці, відправна точка екзотичного залізничного маршруту по Еквадору. У церкві Санто-Домінго є старовинна художня галерея. Місто є резиденцією однойменної римсько-католицької єпархії Ібарра.
Ринки щосуботи, а головний фестиваль — Фієста-де-лос-Лагос — проводиться в останні вихідні вересня. Крім того, два барвистих паради відомі як Ель-Преґон і Вірґен-дель-Кармен проводяться 16 липня щороку.
У місті безліч ресторанів, які спеціалізуються на стравах місцевої кухні, поряд з клубами, дискотеками.